# Czernilawa
Czernilawa (ukr. Чернилява) – wieś na Ukrainie, w rejonie jaworowskim obwodu lwowskiego. Wieś liczy około 1745 mieszkańców.
W II Rzeczypospolitej do 1934 samodzielna gmina jednostkowa. Następnie należała do zbiorowej wiejskiej gminy Nahaczów w powiecie jaworowskim w woj. lwowskim.
9 maja 1944 nacjonaliści ukraińscy z OUN-UPA zamordowali tutaj 21 Polaków. Po wojnie wieś weszła w struktury administracyjne Związku Radzieckiego.